# Салах ед Дін
Салах ед Дін, в європейській традиції Саладін (араб. صلاح الدين يوسف ابن ايوب, Салах ад дін Юсуф ібн Аюб; власне ім'я — Юсуф, син Аюба, а Салах ад дін — почесна назва, що означає «Правота віри», 1137 чи 1138, Тікрит— 4 березня 1193, Дамаск) — мусульманський полководець, засновник династії Аюбідів в Єгипті та Сирії, керівник мусульманського протистояння хрестоносцям. Здобувши перемогу над військами Єрусалимського королівства, Салах ед Дін відвоював у християн Палестину. Є важливою постаттю в курдській, арабській та, загалом, мусульманській культурі. Водночас його шанують в Європі за лицарство і шляхетне ставлення до своїх супротивників.

## Життєпис
За походженням Салах ед Дін курд. Він народився в Тікриті, на території сучасного Іраку. Його особисте ім'я було Юсуф, арабська форма імені Йосип. Салах ед Дін — описовий епітет, що означає «праведність віри». Його сім'я була курдського роду, і походила з міста Двін, в середньовічній Вірменії. Його батька, Наджма ед Дін Айюба, 1139 року, у ніч народження сина, вигнали з Тікрита. Разом зі своїм братом Асад аль-Діном Ширкухом він переїхав до Мосула. Дитинство і юність Саладин провів у Баальбеку і Дамаску, навчався в Дамаску і Багдаді. Отримав різносторонню освіту, зокрема теологічну і правничу. 1152 року Саладин вступив на службу до Нур ед Діна. Як молодший командир закінчив військове навчання під керівництвом свого дядька в його армії.
Спочатку Нур ед Дін послав його разом із дядьком на оборону Єгипту і династії Фатімідів. Після смерті дядька в 1169 році став візиром, а після усунення останнього з Фатімідів перейняв владу в Єгипті. 1171 року оголосив себе султаном Єгипту. Його могутність зростала із завоюваннями нових територій.

### Єгипетська кампанія
У січні 1162 року у Фатімідському халіфаті посаду візира, а фактично — реального правителя халіфату, захопив представник єгипетської аристократії Шавур ібн Мужад. Посада давала велику пошану і багатство, але була небезпечною. Шавур мав добру стратегію втримання при владі, знищивши свого попередника із сім'єю і кількох емірів, привласнивши їхнє майно. Але довго він не втримався. Після менш ніж дев'яти місяців правління нового візира повалив один із його підручних Дирхам. Своєчасно попереджений, Шавур зумів покинути Єгипет цілий і неушкоджений і втік до Сирії, де намагався заручитися підтримкою Нур ед Діна, щоб повернути собі владу.
Хоча гість був розумний і красномовний, син Зенгі спочатку слухав його неуважно. Але дуже скоро події змусили його змінити свою позицію. За змінами в Каїрі уважно стежили в Єрусалимському королівстві. З лютого 1162 року хрестоносці здобули нового короля з неприборканими амбіціями: це був «Моррі» або Аморі I, другий син Фулька.
Очевидно, під впливом пропаганди Нур ед Діна, цей двадцятисемирічний монарх вирішив створити собі імідж людини поміркованої, побожної, яка бажає долучитися до релігійної науки й прагне до справедливості. Його надихала ідея завоювання Єгипту. Після того, як західні лицарі оволоділи Ашкелоном, останнім оплотом Фатимідів у Палестині, шлях у країну на берегах Нілу був відкритий. Каїрські візири, занадто захопилися боротьбою зі своїми суперниками, навіть, починаючи з 1160 року, почали платити хрестоносцям щорічну данину, аби останні утримувалися від втручання в їхні справи.
Відразу після повалення Шавура Аморі скористався проблемами, які вснували на землях Нілу, щоб вторгнутися туди під тим простим приводом, що належна за угодою сума в шістдесят тисяч динарів не була виплачена вчасно. Пройшовши через Синай по узбережжю Середземного моря, він намірився почати облогу міста Більбейс, розташованого на одному з нільських рукавів. Захисники міста спостерігали за франками, які встановлювали навколо їхніх стін облогові машини одночасно з переляком і здивуванням, оскільки справа була у вересні, а в рукаві Ніла в цей час починала прибувати вода. Досить було тому зруйнувати кілька дамб, і хрестоносці виявилися мало-помалу оточеними водою: вони ледве встигли ретируватися і повернутися до Палестини. Їхній перший похід був коротким, але завдяки йому в Алеппо і в Дамаску довідалися про наміри Аморі.
1164 року Нур ед Дін погодився на прохання Шавура й послав у Єгипет військо на чолі з дядьком Саладина. Пішов у похід і Саладин. Їм вдалося відновити Шавура на посаді, після чого той став вимагати, щоб Шуркух із військом повернувся до Дамаска, але Шуркух не погодився, наполягаючи на тому, що Нур ед Дін велів йому залишитися. Тоді Шавур покликав на допомогу хрестоносців.
Взявши Більбайс, об'єднане військо християн та єгиптян вступило в битву на березі Нілу на захід від Гізи. У цій битві Саладин командував правим крилом війська зангідів. Спочатку перемагали хрестоносці, але місцевість була надто піщаною для їхніх коней, і перемогу здобули зангіди. Це дозволило їм підійти до Александрії, де їх радо зустріли. Християнсько-єгипетське військо, все ще маючи перевагу, розпочало облогу міста. Ширкух розділив свої сили, залишивши в Александрії Саладина, а сам відійшов.
Протистояння продовжувалося до 1169 року, коли Шавара вбили, як вважається за наказом Саладина, а дядько Саладина Ширкух помер.

### Емір Єгипту
Після смерті Ширкуха Нур ед Дін призначив йому наступника, але халіф аль-Адід обрав Салах ед Діна візиром на місце Шавара. Можливо, причиною такого обрання було сподівання халіфа, що Салах ед Дін не здобуде підтримки в емірів і залишатиметься слабким. Можливо халіф намагався внести розкол у лави Зангідів. Все ж Салах ед Дін уже мав авторитет завдяки своїй ролі у битвах із хрестоносцями. 26 березня 1169 року Салах ед Дін став еміром. Йому все ще потрібно було зробити вибір між лояльністю Нур ед Діну та халіфу.
Того ж року в Каїрі виникла змова з метою вбити нового візира, але Салах ед Дін, довідався про неї й стратив головного змовника. За день збунтувалися 50 тисяч чорношкірих африканських найманців, але до 23 серпня Салах ед Дін придушив повстання, й більше в Каїрі проти нього бунтів не було.
Під кінець року Салах ед Дін отримав підкріплення від Нур ед Діна й завдав поразки значним силам хрестоносців та візантійців біля Дам'єтти. 1170 року Нур ед Дін відрядив до Єгипту на прохання Салах ед Діна його батька. Салах ед Дін отримав також листа від аббасидського халіфа аль-Мустаді, який бажав скинути свого супротивника фатимідського халіфа аль-Адіда. Салах ед Дін продовжував зміцнювати свою владу в Каїрі. Він наказав побудувати медресе для сунітів.
Зміцнившись у Єгипті, Салах ед Дін розпочав наступ на хрестоносців і 1170 року взяв в облогу Дарум. Коли Аморі кинув на допомогу Даруму тамплієрський гарнізон Гази, Салах ед Дін обійшов їх і напав на Газу. Він не зумів взяти замок, але знищив місто, яке його оточувало, вирізавши його жителів за відмову впустити його в замок. Того ж року він захопив замок хрестоносців Ейлат на острові у морі, який перешкоджав навігації торгових суден.

### Султан Єгипту
У червні 1171 року Нур ед Дін написав Салах ед Діну листа з вимогою відновити в Єгипті Аббасидський халіфат. Підтримував цю вимогу й факіх аль-Хабушані, борець проти шиїзму в країні. У цей час було вбито кількох єгипетських емірів, але халіф аль-Адід оголосив, що їх убили за бунт проти нього. Незабаром халіф захворів. Він покликав Салах ед Діна до себе, щоб доручити йому опіку над своїми дітьми, але Салах ед Дін, підозрюючи пастку, відмовився прийти. Пізніше, довідавшись про намір халіфа, він шкодував. Аль-Адід помер 13 вересня, а через 5 днів у Каїрі та Фустаті вже звучала хутба, в якій згадувався багдадський халіф аль-Мустаді.
25 вересня 1171 року Салах ед Дін пішов із Каїра на фортеці хрестоносців Керак та Монреаль. Було домовлено з Нур ед Діном, що одночасно проходитиме наступ із Сирії. Але перед Монреалем Салах ед Дін відступив, розуміючи, що, зустрівшись з ним особисто, Нур ед Дін не відпустить його до Єгипту, не бажаючи віддавати йому такі значні території. Колапс держав хрестоносців дав би Нур ед Діну шанс захопити Єгипет. Салах ед Дін пояснив свої дії змовою Фатімідів проти нього, але Нур ед Дін не прийняв цієї відмовки.
Улітку 1172 року Асуану почали загрожувати нубійські війська з Мукурри, до яких долучились вигнанці з Вірменії. Емір Асуана попрохав у Салах ед Діна допомоги, і той відрядив туди війська на чолі зі своїм братом Туран-Шахом. Нубійці відступили, проте з'явились знову 1173 року, і знову їх прогнали. Єгиптяни захопили нубійське місто Ібрім.
Минуло 17 місяців після смерті каїрського халіфа, а Нур ед Дін усе ще не вживав жодних заходів щодо Єгипту. Він висунув вимогу часткового повернення 200 тисяч динарів, затрачених на спорядження війська Ширкуха, і Салах ед Дін послав йому 60 тисяч та багаті подарунки. Війська, які супроводжували ці дари, принагідно спустошили землі хрестоносців, уникаючи нападу на замки, але переслідуючи бедуїнів, які служили франкам за провідників.
31 липня 1173 року батько Салах ед Діна Аюб травмувався під час верхової їзди й 9 серпня помер. 1174 року Салах ед Дін відрядив свого брата Туран-Шаха на завоювання Ємену. Він сподівався втекти туди у разі нападу Нур ед Діна.

### Підкорення Дамаска
Навесні 1174 року Нур ед Дін почав збирати військо для нападу на Єгипет. Довідавшись про це Аюбіди провели раду й стали стягувати війська до Каїра. 15 травня Нур ед Дін помер від отрути, і влада перейшла до його 11-річного сина ас-Саліха. Та смерть надала Салах ед Діну бажаної незалежності. У своєму листі до ас-Саліха він обіцяв діяти як його меч проти ворогів.
Відтоді Салах ед Діну потрібно було вирішити, чи напасти на християн з Єгипту, чи чекати запрошення від ас-Саліха й розпочати війну з Сирії. Була можливість захопити Сирію самому, перш ніж вона потрапить до рук сильного конкурента. Проте його стримувало те, що напад на землі свого колишнього володаря суперечив би законам ісламу, що могли б розцінити як лицемірство, а це зробило б його поганим лідером у війні проти хрестоносців. Для завоювання Сирії Салах ед Діну потрібні були або запрошення від ас-Саліха або загроза з боку хрестоносців.
Коли у серпні ас-Саліх перебрався до Алеппо, над ним взяв опіку Гумуштігін, емір міста й один із полководців Нур ед Діна. Гумуштігін планував побороти всіх конкурентів у Сирії, починаючи з Дамаска. Емір Дамаска звернувся по допомогу до еміра Мосула, але той відмовив, що змусило дамаського правителя покликати Салах ед Діна.
Салах ед Дін поїхав через пустелю на чолі загону з 700 вершників і дістався Басри, де його радо зустріли еміри, вояки та бедуїни. 23 листопада він дістався Дамаска й зупинився у батьковому домі, а за 4 дні йому відкрили ворота цитаделі. Жителі Дамаска вітали його.

### Нові завоювання

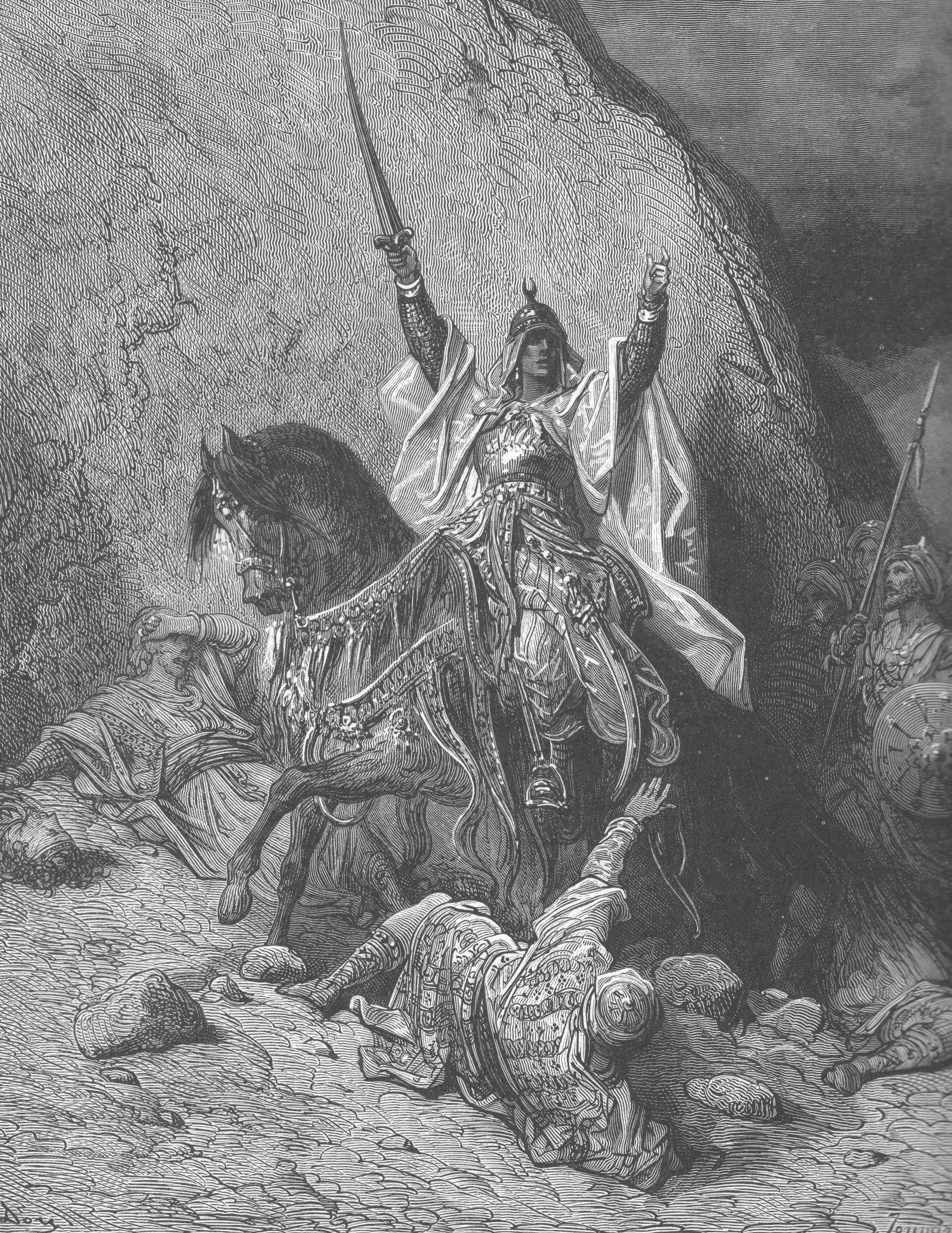
Саладин здобуває перемогу. Картина Гюстава Доре.

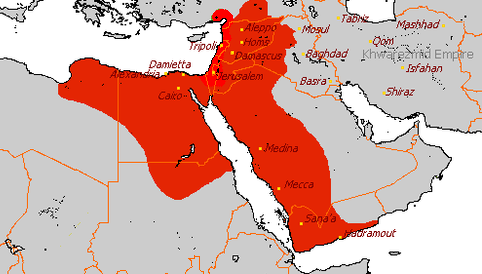
Мапа володінь Салах ед Діна

Залишивши брата Тугтігіна правити у Дамаску, Салах ед Дін пішов підкорювати інші міста, що належали Нур ед Діну, але після його смерті стали практично незалежними. Він порівняно легко завоював Хаму, але не відважився брати Хомс через міцну цитадель. Далі Салах ед Дін пішов на Алеппо й 30 січня взяв його в облогу. Ас-Саліх, остерігаючись полону, вийшов з палацу й закликав мешканців міста не видавати його та не здавати місто. Як стверджує літописець, «люди підпали під його чари».
Гумуштігін попросив Рашида ед Дін Сінана, очільника сирійських асасинів, який уже ворогував із Салах ед Діном з часів повалення Фатімідів у Єгипті, вбити Салах ед Діна в його таборі. 11 травня 1175 року до табору пробрались 13 асасинів, але їх швидко виявили й ліквідували. Щоб зупинити Салах ед Діна граф Триполі Раймунд III зібрав на підступах до Нахр аль-Кабіра значні сили. Салах ед Дін повернув на Хомс, але відступив, довідавшись, що туди відрядив підкріплення Саїф ед Дін.
Вороги Салах ед Діна в Сирії та Джазірі вели проти нього пропагандистську війну, звинувачуючи його в тому, що він забув свій стан (слуги Нур ед Діна), і, нападаючи на його сина, не шанує господаря, а підбурює проти нього бунт. Салах ед Дін заперечував, що захищає іслам від хрестоносців. Він зняв облогу і повернувся до Хами, назустріч хрестоносцям. Хрестоносці відступили, й Салах ед Дін оголосив «перемогу, що відкриває браму до людського серця». У березні Салах ед Дін взяв цитадель Хомса попри впертий опір її захисників.
Успіх Салах ед Діна стривожив Саїф ед Діна. Як голова Зенгідів він вважав Сирію та Месопотамію власністю родини, а спроби Салах ед Діна узурпувати володіння династії розлютили його. Він зібрав велике військо і відправив його до Алеппо, захисники якого з тривогою очікували на допомогу. Об'єднані сили Мосула й Алеппо пішли на Салах ед Діна в Хамі. Усвідомлюючи чисельну перевагу противника, Салах ед Дін спочатку спробував домовитись, відмовляючись від усіх завоювань на північ від Дамаска, але вони не згодилися та почали вимагати від нього повернення до Єгипту. Збагнувши, що битва неминуча, Салах ед Дін зайняв вигідну позицію на пагорбах біля гирла річки Оронтес. 13 квітня 1175 року війська Зенгідів пішли в атаку, але незабаром опинились в оточенні досвідчених бійців Салах ед Діна. Битва завершилась повною перемогою Салах ед Діна. Він переслідував ворога до Алеппо та змусив радників ас-Саліха визнати за ним Дамаск, Хомс, Хаму та ще кілька міст біля Алеппо.
Після перемоги над Зенгідами Салах ед Дін оголосив себе султаном і заборонив згадувати ім'я ас-Саліха у п'ятничних молитвах і карбувати його зображення на монетах. Багдадський халіф підтримав його, оголосивши султаном Єгипту та Сирії.
Битвою під Хамою боротьба за владу між Аюбідами та Зенгідами не завершилась. Вирішальна сутичка відбулася навесні 1176 року. Салах ед Дін отримав значне підкріплення з Єгипту, Саїф ед Дін зібрав своє військо з Діярбакіра та аль-Джазіри. Коли Салах ед Дін перейшов через Оронтес, відбулось затемнення Сонця. Він сприйняв це як знак, але продовжив рух на північ. Його війська зустрілись з армією Саїф ед Діна на Султановому пагорбі за 25 км від Алеппо. Зенгіди зуміли зім'яти ліве крило Салах ед Діна, але у відповідь Салах ед Дін ударив сам у центр гвардії Зенгідів. Серед Зенгідів почалася паніка, чимало з їхніх очільників загинули або потрапили у полон, сам Саїф ед Дін ледь вирвався. Аюбіди захопили табір Зенгідів, коней, поклажу, шатри й запаси. Салах ед Дін звелів відпустити полонених. Він не взав нічого собі, а розподілив здобуте серед своїх людей.
Далі він пішов на Алеппо, але місто все ще відмовлялось відчинити перед ним браму. 15 травня війська Салах ед Діна взяли в облогу Азаз. За кілька днів, коли Салах ед Дін спочивав, асасин задав йому удару ножем у голову, але шолом витримав, і Салах ед Дін упіймав руку вбивці. Асасина одразу вбили. Той замах, в якому Салах ед Дін звинуватив Гумуштугіна, дуже розізлив його, і він продовжив облогу з іще більшим завзяттям.
Азаз капітулював 21 червня, і Салах ед Дін знову пішов на Алеппо. Місто продовжувало супротив, але Салах ед Дін добився перемир'я на вигідних умовах — він залишив Гумуштугіна та ас-Саліха правити в Алеппо, але вони визнали право Салах ед Діна на завойовані землі. Еміри інших міст регіону теж визнали його правителем Сирії.

### Протистояння та примирення з асасинами
Після укладення перемир'я з Зенгідами та з Єрусалимським королівством Салах ед Діну все ще загрожувала секта ісмаїлітів, відома як асасини. Її очолював Рашид ед Дін Сінан. Асасини мали в горах Ан-Нусарія дев'ять фортець. Відправивши основну частину військ у Єгипет, Салах ед Дін 1176 року пішов у гори, спустошив села й відступив, не здобувши жодної твердині. Мусульманські історики стверджують, що його дядько, правитель Хами, зумів домовитися про мир між Салах ед Діном та Сінаном. За іншою версією Салах ед Дін відвів війська, бо потребував їх для боротьби з хрестоносцями. За цією версією саме асасини ініціювали союз із ним, оскільки вважали, що вигнання хрестоносців буде взаємовигідним. Надалі Салах ед Дін та Сінан підтримували добрі стосунки, Сінан присилав султану підкірплення напередодні важливих битв.

### Повернення до Єгипту, рейди до Палестини
Покинувши гори Ан-Нусарія, Салах ед Дін повернувся до Дамаска та відпустив свою сирійську армію. Залишивши Сирію під управлінням Туран-шаха, він вирушив до Єгипту з невеликим загоном особистої варти. Його відсутність затяглась на два роки, і він взявся за організацію справ та за відбудову й фортифікацію Каїра. Проводився ремонт міських мурів, почалось спорудження Каїрської цитаделі.

### Протистояння з Балдуїном IV

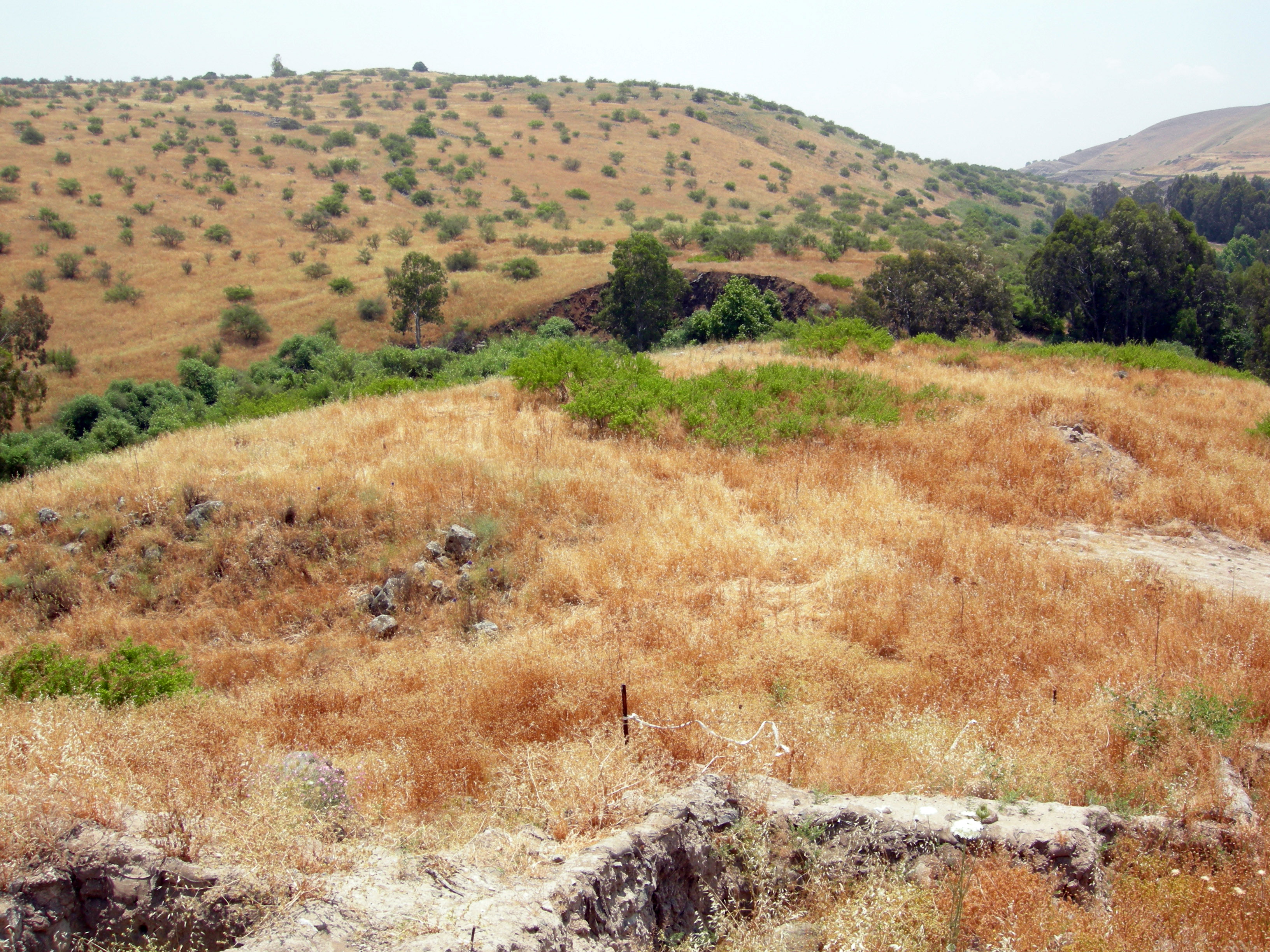
Поле битви на Яковому Броді

Не підготувавшись до несподіваної атаки, Аюбіди дозволили королю Єрусалиму Балдуїну IV з тамплієрами увійти до Аскалона. Хоча християни мали тільки 375 лицарів, Салах ед Дін вагався, оскільки хрестоносцями командували вмілі воїни. 25 листопада, за відсутності більшої частини війська мусульман, тамплієри заскочили Салах ед Діна зненацька біля Рамли у битві на горі Жисар і порубали його військо швидше, ніж воно встигло сформувати стрій. Спочатку Салах ед Дін намагався організувати своїх воїнів, але після загибелі тілоохоронців, бачачи неминучу поразку, втік на швидкому верблюді до Єгипту.
Навесні 1178 року Салах ед Дін розбив табір під стінами Хомса, де почались сутички між його військами та хрестоносцями. Сили султана в Хамі здобули над християнами перемогу й узяли багато бранців. Салах ед Дін наказав відрубати їм голови за «грабунок і спустошення земель правовірних».
Салах ед Діну доповідали, що хрестоносці планують рейд у Сирію. Він звелів одному зі своїх генералів, Фаррух-шаху, спостерігати за границею, уникати битви й повідомити про наступ християн сигнальним вогнищем. У квітні 1179 хрестоносці на чолі з королем Балдуїном IV напали на мусульманських пастухів, що випасали свої стада на Голанських Висотах, не сподіваючись на опір. Балдуїн зопалу погнався за силами Фаррух-шаха й зазнав поразки. Після цієї перемоги Салах ед Дін вирішив привести з Єгипту додаткові сили, й наказав аль-Аділу прислати 1500 вершників.
Улітку 1179 року король Балдуїн IV виставив пости на дорозі до Дамаска й почав будувати укріплення на Яковому Броді через річку Йордан. Салах ед Дін запропонував єрусалимському королю 100 тисяч золотих за те, щоб він облишив образливе для мусульман будівництво, але марно. Тоді Салах ед Дін вирішив знищити фортецю тамплієрів Шатле. Хрестоносці, кинувшись в атаку на мусульман, залишили піхоту позаду і втратили організованість. Переслідуючи ворога, вони розсіялись, чим скористався для нападу Салах ед Дін. Аюбіди здобули славну перемогу й полонили чимало лицарів. Далі Салах ед Дін пішов до Якового Броду й захопив його 30 серпня 1179 року.
Навесні 1180 року Салах ед Дін отримав від короля Балдуїна IV послів із пропозицією миру. Через поганий урожай Салах ед Дін погодився на перемир'я. Раймонд Триполійський не погодився, але рейд Аюбідів на його землі у травні та поява флоту Салах ед Діна біля берегів князівства змусили його скоритись.

### Внутрішні справи
1180 року Салах ед Дін владнав конфлікт між сельджуками Румського султанату та Артукідами Східної Анатолії. Залишивши Фаррух-шаха в Сирії, 1181 року султан повернувся до Каїра, плануючи наступного року здійснити хадж до Мекки, однак змінив своє рішення й подався на береги Нілу. Він відібрав у бедуїнів дві треті земель, звинувативши їх у торгівлі з християнами, і змусив їх мігрувати на захід. Султану також довелося взяти в свої руки справи у Ємені, від якого не надходило достатньо доходів.

### Підкорення Месопотамії
У червні 1181 року помер Саїф ед Дін, і в Мосулі почав правити його брат Ізз ед Дін. 4 грудня в Алеппо помер коронний принц Зенгідів ас-Саліх. Перед смертю він склав присягу Ізз ед Діну як єдиному з Зенгідів, достатньо сильному, щоб чинити опір Салах ед Діну. Ізз ед Діна радісно сприйняли в Алеппо, але утримувати водночас це місто й Мосул було йому понад силу. Він передав Алеппо своєму брату Імад ед Діну. Салах ед Дін не втручався до тих справ, оскільки його зв'язувала угода з Зенгідами.
11 травня 1182 року Салах ед Дін із половиною єгипетського війська вирушив з Каїра до Сирії. Знаючи, що на кордоні його чекають християнські сили, він пішов через пустелю. Дорогою він спустошив околиці замку Монреаль. Війська короля Балдуїна спостерігали здалеку й не відважились на втручання. У Дамаску Салах ед Дін довідався, що Фаррух-шах вчинив успішний напад на Галілею. У серпні Аюбіди напали на Бейрут з суходолу та моря, однак йому довелось відвести війська через ситуацію в Месопотамії.

### Війна з хрестоносцями

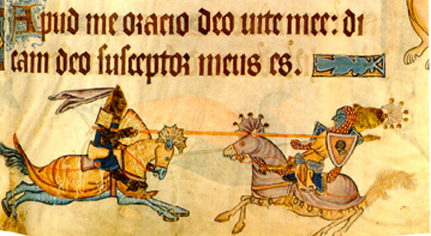
Річард I Левове Серце проти Салах ед Діна. Алегоричне зображення їхнього протистояння, XIII ст.

У 1174 завоював Дамаск, у 1183 — Алеппо. Після подолання противників у мусульманському таборі спрямував свої сили проти Єрусалимського королівства. У битві на Рогах Хаттіна 4 липня 1187 розбив війська франків, а 2 листопада здобув Єрусалим, усунувши християн майже з усієї території Святої Землі. Реакцією на це став Третій хрестовий похід.
Під час Третього хрестового походу хрестоносці зуміли відвоювати Акру, а головний противник Саладіна Річард I Левове Серце розбив війська мусульманського полководця в битвах при Арзуфі та при Яффі, через що Саладін був змушений поступитися узбережжям від Тиру до Яффи християнам, але при цьому зберіг за собою Єрусалим. Крім того, Саладін дозволив християнським паломникам безперешкодно відвідувати Єрусалим.
Головний опонент хрестоносців користувався повагою у християнській Європі за лицарські звитяги: хоробрість і великодушність до противника. Англійський король Річард I Левове Серце, один з головних вождів хрестоносців, став майже другом Салах ад-Діна: вони відгукувалися один про одного виключно захоплено, надавали різні пільги підданим один одного, хоча жодного разу не зустрічалися віч-на-віч.
Помер Салах ед Дін у Дамаску 4 березня 1193 року від «жовтої гарячки» (однак можливо, що це був епідемічний поворотний тиф, який перебігає з жовтяницею, не виключають також й гепатит E).

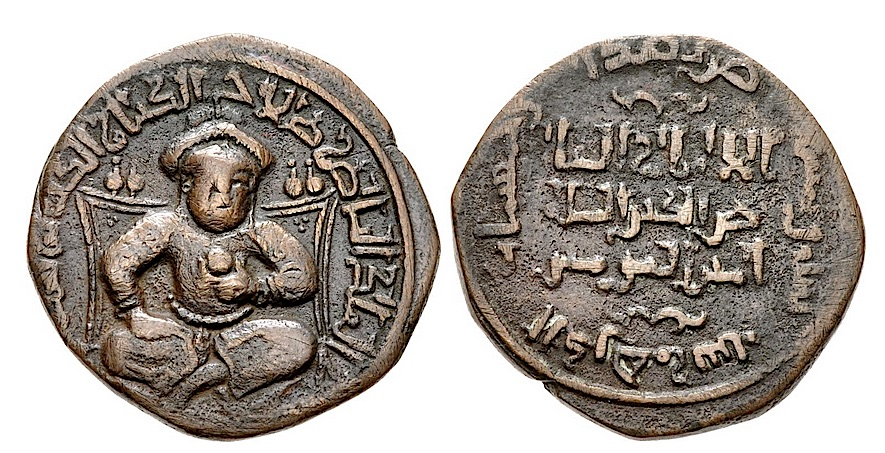
Зображення Салах ед Діна на дирхамі.

## Пам'ять
Саладін — персонаж Божественної комедії Данте, де показаний як праведник-нехристиянин, що знаходиться в Лімбі, найбільш «м'якому» колі пекла.
Саладін виведений симпатичним правителем у романі Вальтера Скотта Талісман 1825 року. Саме це зображення вплинуло на ставлення до нього сучасних європейців. Вальтер Скотт показав повелителя сарацинів як освічену й культурну людину, доблесну й великодушну. Так само Саладин є персонажем драми «Мудрець Натан» Г. Лессінга.
У кінематографі він є персонажем фільму «Царство Небесне».
Саладин був кумиром Саддама Хусейна, який, як і він, народився в Тікриті, на річці Тигр; при Саддамі в Іраку був культ Саладина.